# Apogonichthyoides
Apogonichthyoides és un gènere de peixos pertanyent a la família dels apogònids.

## Taxonomia
- Apogonichthyoides atripes (Ogilby, 1916)[1]
- Apogonichthyoides brevicaudatus (Weber, 1909)[2]
- Apogonichthyoides euspilotus (Fraser, 2006)[3]
- Apogonichthyoides gardineri (Regan, 1908)[4]
- Apogonichthyoides heptastygma (Cuvier, 1828)[5]
- Apogonichthyoides chrysurus (Ogilby, 1889)[6]
- Apogonichthyoides miniatus (Fraser, 2010)[7]
- Apogonichthyoides niger (Döderlein, 1883)[8]
- Apogonichthyoides nigripinnis (Cuvier, 1828)[5]
- Apogonichthyoides opercularis (Macleay, 1878)[9]
- Apogonichthyoides pharaonis (Bellotti, 1874)[10]
- Apogonichthyoides pseudotaeniatus (Gon, 1986)[11]
- Apogonichthyoides regani (Whitley, 1951)[12]
- Apogonichthyoides sialis (Jordan & Thompson, 1914)[13]
- Apogonichthyoides taeniatus (Cuvier, 1828)[14]
- Apogonichthyoides timorensis (Bleeker, 1854)[15]
- Apogonichthyoides umbratilis (Fraser & Allen, 2010)[16]
- Apogonichthyoides uninotatus (Smith & Radcliffe, 1912)[17][18][19][20][21]